# Anglikanische Kirche (Bad Kissingen)

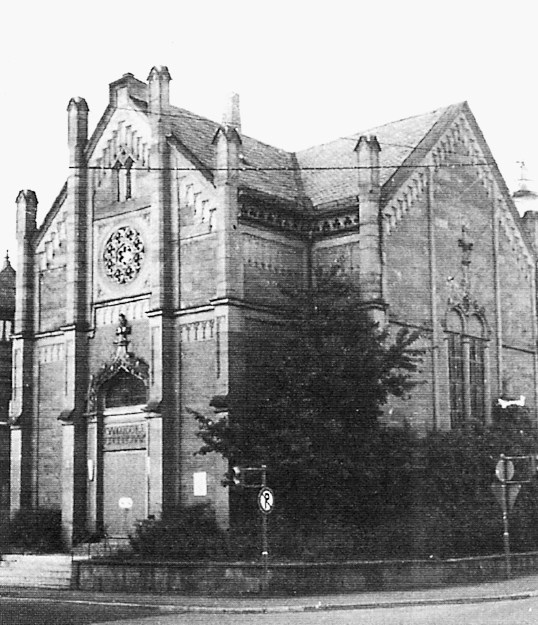
Anglikanische Kirche in Bad Kissingen, ca. 1910

Die anglikanische Kirche im bayerischen Staatsbad Bad Kissingen bestand von 1862 bis zu ihrem Abriss im Jahr 1968.

## Geschichte
Zahlreiche Kurgäste und Sommerfrischler aus Großbritannien waren der Grund, weshalb man sich um die Mitte des 19. Jahrhunderts in Bad Kissingen erste Gedanken über den Bau eines anglikanischen Gotteshauses machte. Nach Spendenaufrufen in der Lokalpresse und weiteren Aktionen eines Kirchenkomitees kamen Spenden von Gästen und Gönnern. Komiteevorsitzender George Tomlinson (1794–1863), als Bischof von Gibraltar verantwortlich für alle im Ausland lebenden oder reisenden Gläubigen, und der italienischstämmige britische Arzt Augustus Bozzi Granville (1783–1872) als Sekretär waren für Verwaltung und Verwendung der gesammelten Spenden verantwortlich.
Am 24. August 1862 konnte das Kirchengebäude an der Ecke Salinenstraße und Maxstraße nach siebenjähriger Bauzeit geweiht werden. Der turmlose Bau im Stil der romantisierenden Neugotik hatte einen kreuzförmigen Grundriss und war durch Filialpfeiler vertikal gegliedert. Die schon vor der Eröffnung durch Spenden gedeckten Kosten lagen bei 1.350 englischen Pfund. Auch die komplette Ausstattung wie die Bemalung der Decke und die schmiedeeiserne Umzäunung konnten durch spätere Spenden finanziert werden. Treuhänder Granville stellte außerdem einen Pfarrer mit einem Monatsgehalt von 15 Pfund ein. Der Organist Gould sammelte nach den Gottesdiensten weitere Spenden. Gehälter und alle weiteren Ausgaben konnten durch diese fortlaufenden Spenden gedeckt werden.
Der Erste Weltkrieg sorgte für einen Einbruch, später ein Ausbleiben der aus Großbritannien kommenden Kurgäste, so dass es keiner Gottesdienste mehr bedurfte. 1953 kaufte die evangelische Kirchengemeinde das anglikanische Gotteshaus in der Absicht, es zu einem Gemeindehaus umzubauen. Ein Jahr später wurde es tatsächlich als Behelfshaus genutzt. Doch zeigten sich bald schwere Schäden am Fundament, so dass sich bis 1965 die südliche Giebelmauer zunehmend zur Maxstraße hinneigte.
Schließlich wurde das Gebäude 1968 abgerissen. An seiner Stelle baute die evangelische Kirche ein neues Gemeindehaus.